# Vorupør
Vorupør est une paroisse du Danemark, dans la région du Jutland du Nord, sur la côte de la mer du Nord. Elle est constituée des villages de Nørre Vorupør, peuplé de 591 habitants, et de Sønder Vorupør, beaucoup plus petit et situé 2 km au sud du précédent. Vorupør fait partie de la Commune de Thisted.
L'activité traditionnelle de Vorupør est la pêche mais c'est désormais principalement un centre de villégiature connu pour ses plages et sa nature préservée. Vorupør est situé au centre du parc national de Thy mais, bien que le parc n'ait été inauguré qu'en 2008, les dunes et les landes entourant la paroisse sont des aires protégées depuis plusieurs décennies.

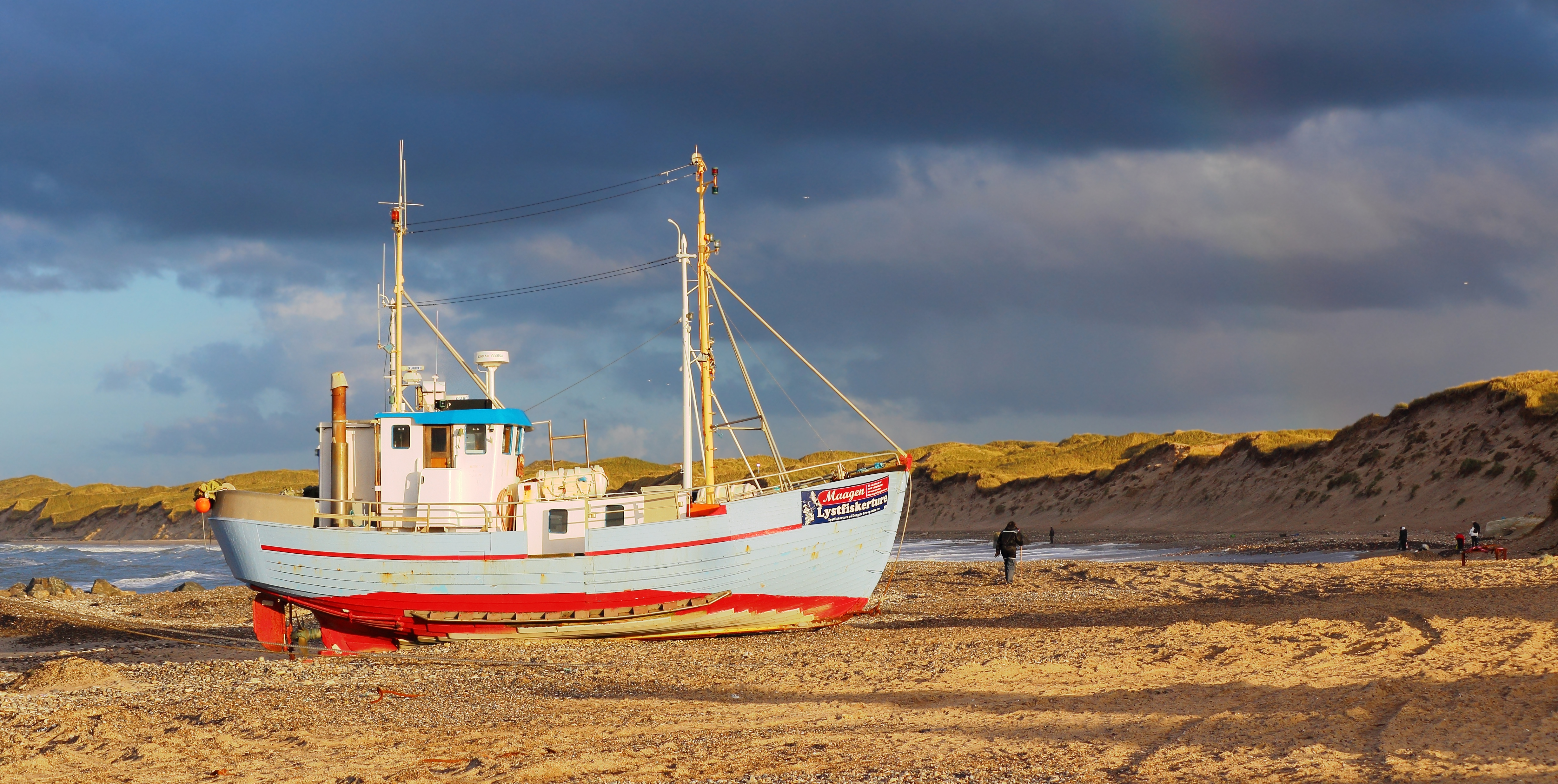
Un bateau de pêche de loisir échoué sur la plage de Nørre Vorupør.
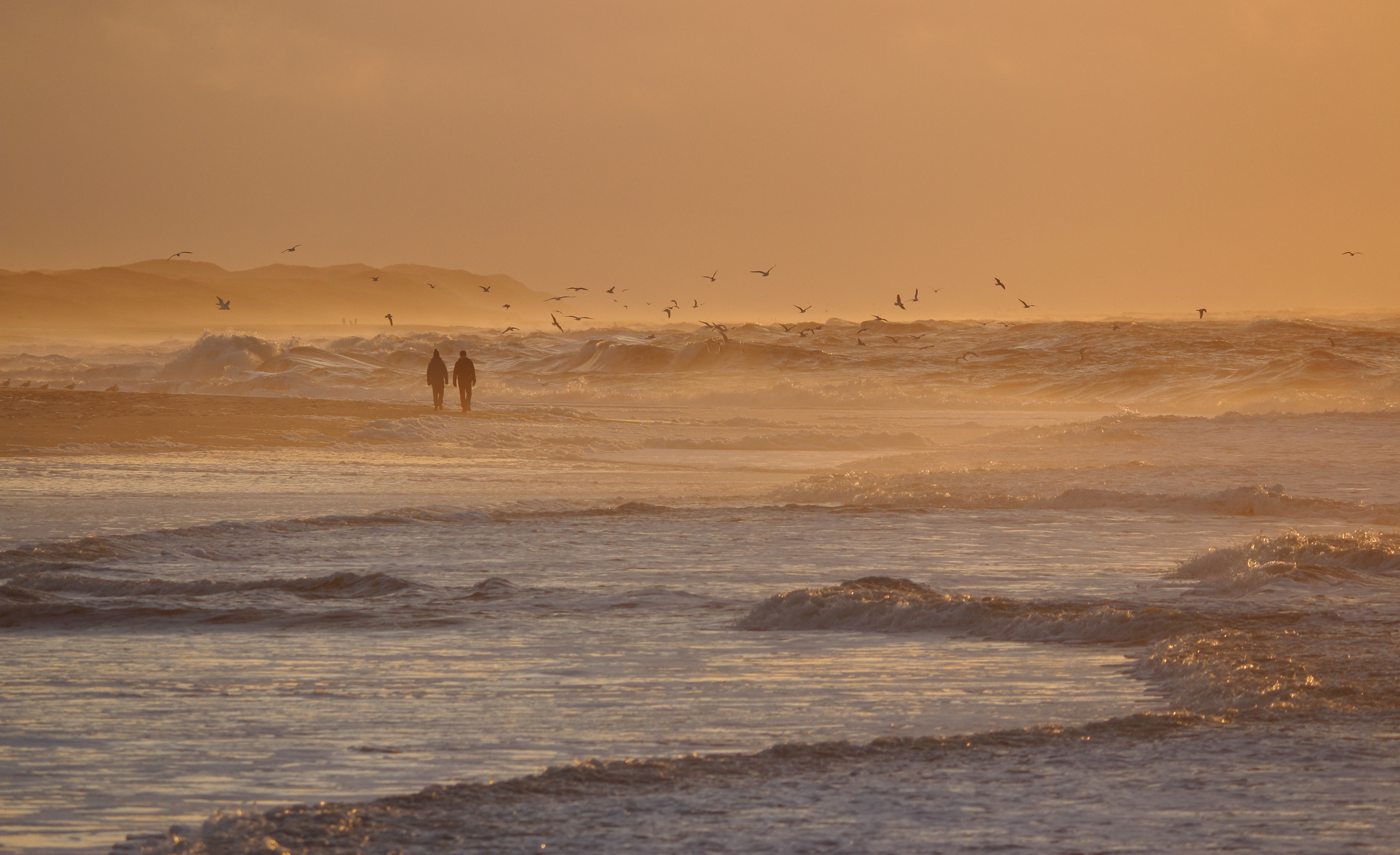
Une plage de Nørre Vorupør au soleil couchant.
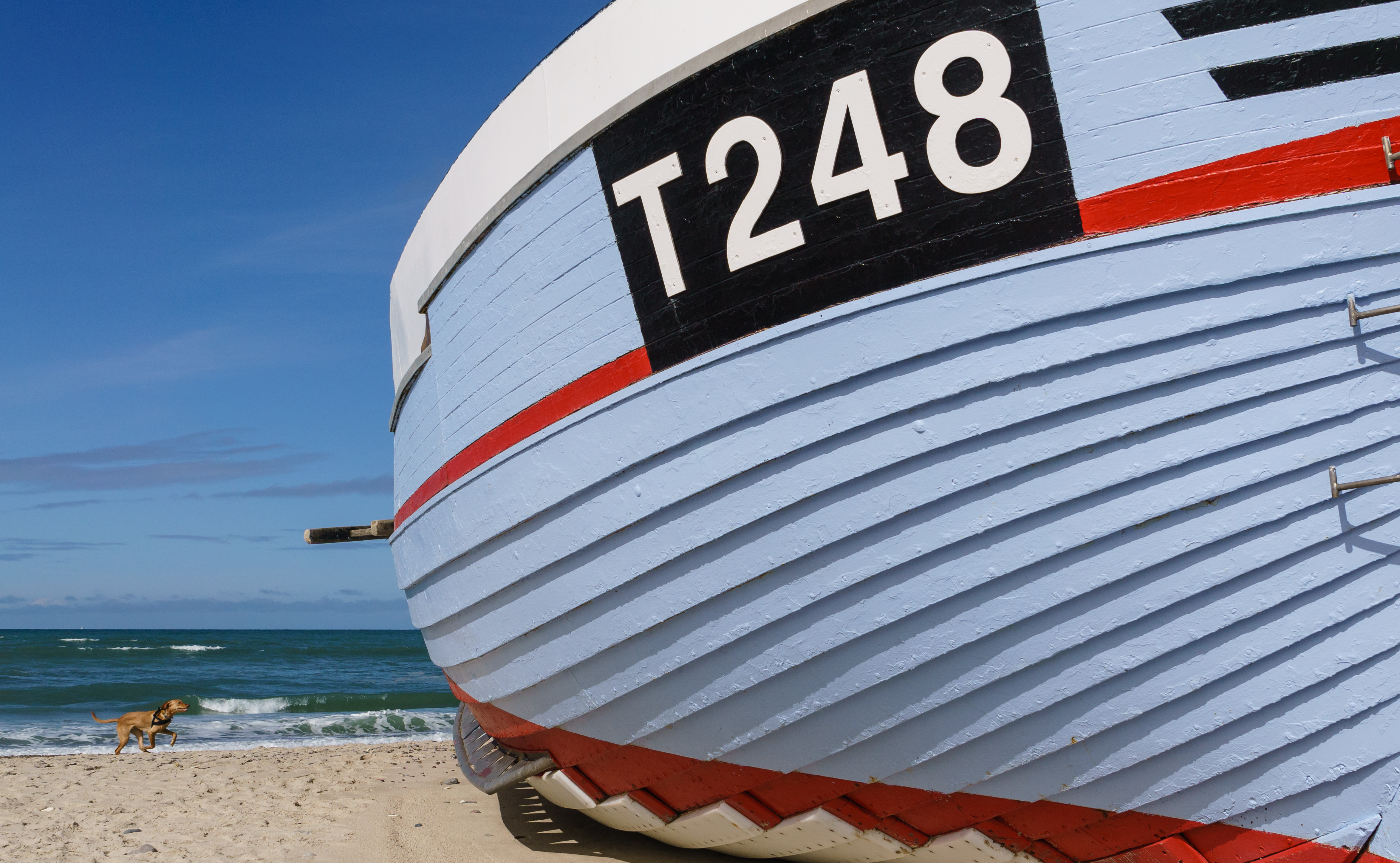
Bateau et plage.
Une vue plus générale de la plage.